# Districtes del Baix Rin
Els Districtes del Departament del Baix Rin són 5:

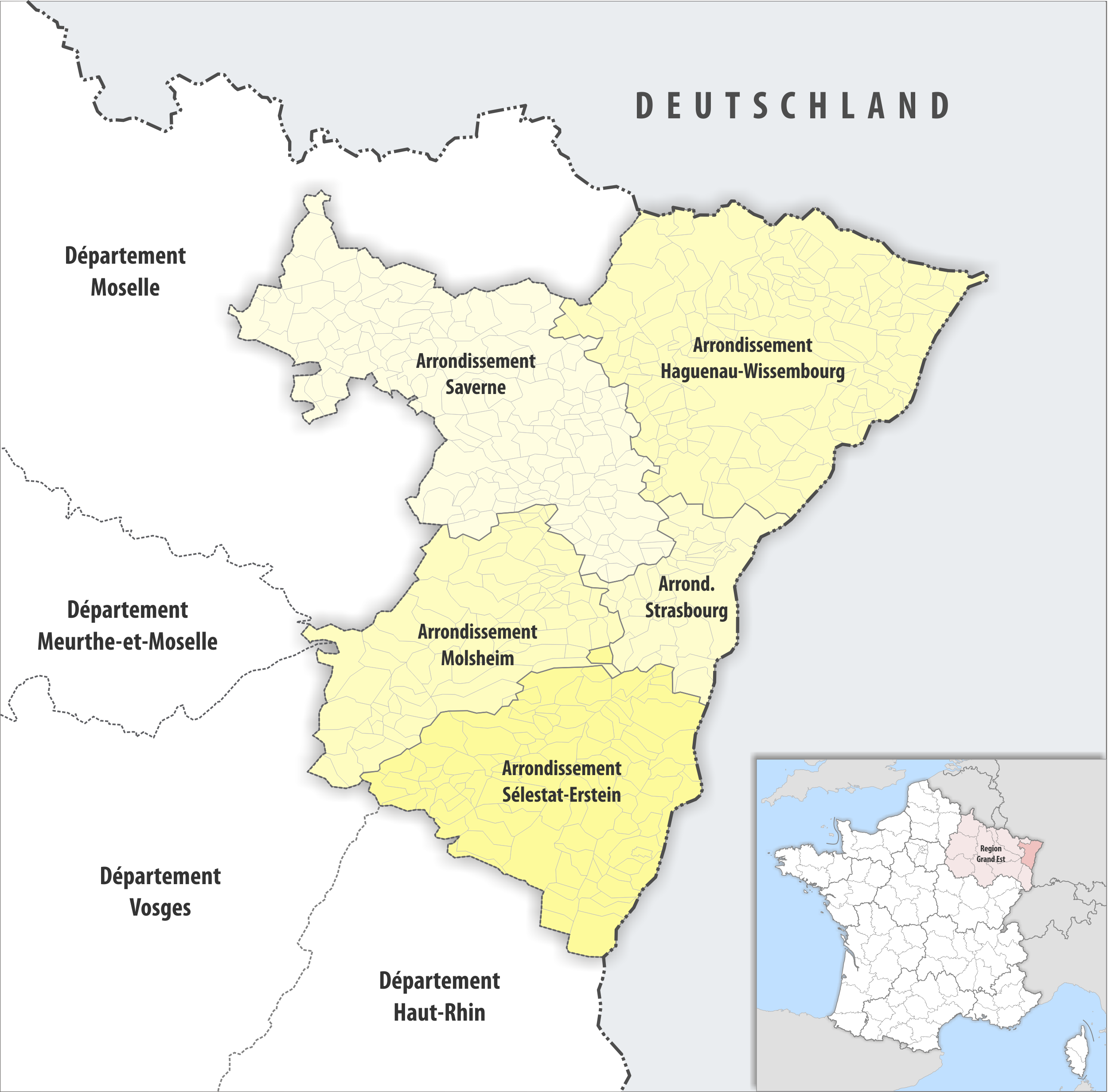
Districtes del Baix Rin

| Districte                         | Subprefectures | Municipis | PoBlació al 2013 | Area (km²) |
| --------------------------------- | -------------- | --------- | ---------------- | ---------- |
| Districte de Haguenau-Wissembourg | Haguenau       | 142       | 239,965          | 1422       |
| Districte de Molsheim             | Molsheim       | 77        | 102,824          | 771        |
| Districte de Saverne              | Saverne        | 163       | 129,344          | 1244       |
| Districte de Sélestat-Erstein     | Sélestat       | 101       | 154,943          | 981        |
| Districte d'Estrasburg            | Estrasburg     | 33        | 482,384          | 338        |

## Història
- 1790: creació del departament del Baix Rin amb 4 districtes : Benfeld, Haguenau, Estrasburg, Wissembourg
- 1793: creació del districte de Sarre-Union
- el districte de Benfeld és desplaçat a Schlestadt
- 1800: creació dels districtes de: Barr, Saverne, Estrasburg, Wissembourg
- 1806: la sotsprefectura de Barr és desplaçada a Schlestadt
- 1871: supressió del departament, és annexat a l'Imperi Alemany. Creació del Districte de Baixa-Alsàcia, un dels tres de la regió d'Alsàcia-Lorena
- 1919: retorna a França i es restaura el departement: Erstein, Haguenau, Molsheim, Saverne, Sélestat, Strasbourg-Ville, Strasbourg-Campagne, Wissembourg
- 1974: els districtes de Sélestat i Erstein són reagrupats en el districte de Sélestat-Erstein (sotsprefectura à Sélestat)
- 2015: Desapareixen els districtes de Haguenau, Strasbourg-Campagne, Strasbourg-Ville i Wissembourg; i es creen els districtes d'Estrasburg i el de Haguenau-Wissembourg